# Wester-Ohrstedt
Wester-Ohrstedt (Vester Ørsted en danois) est une commune d'Allemagne, située dans le land du Schleswig-Holstein et l'arrondissement de Frise-du-Nord.